# Sikosaari (ö i Birkaland, Tammerfors, lat 61,40, long 24,73)
Sikosaari är en ö i Finland. Den ligger i sjön Rautajärvi och i kommunen Pälkäne i den ekonomiska regionen Tammerfors och landskapet Birkaland, i den södra delen av landet, 140 km norr om huvudstaden Helsingfors. Öns area är 0,2 hektar och dess största längd är 50 meter i öst-västlig riktning.